# 八谷恭介
八谷 恭介（やたがい きょうすけ、1970年〈昭和45年〉7月3日 - ）は日本の政治家。広島県庄原市長(1期)。

## 来歴
広島県立庄原格致高等学校、広島工業大学工学部機械工学科卒業。
1994年4月、株式会社ツチヨシ入社。1996年退社。ヨーロッパでのスキーガイドなどを経て、2000年個人事業あすなろ工房（林業・建設業）開設、2010年株式会社asunaro工房代表取締役、2022年備北森林組合代表理事組合長就任。
2024年11月14日、翌年に予定される庄原市長選挙への立候補を表明。2025年4月13日投開票の市長選挙で初当選した。4月17日、庄原市長就任。